# Strandflat

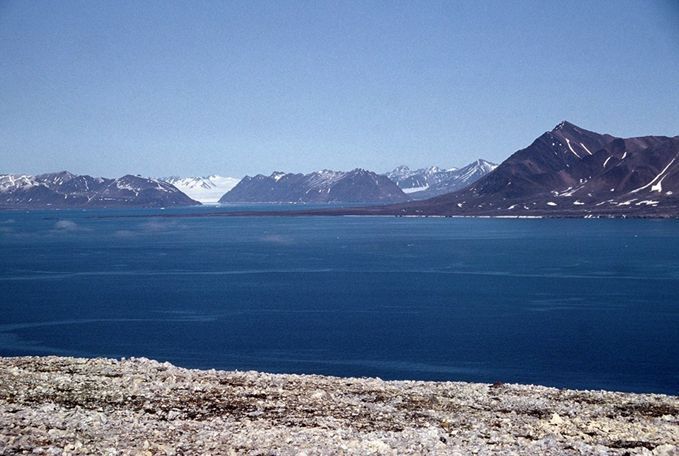
Strandflat du Cap Guissez au Spitsberg

Le strandflat est un haut-fond hérissé d'écueils typique du littoral norvégien.

## Mécanismes du phénomène
Nom masculin d’origine norvégienne. En géomorphologie, le terme désigne les aplanissements côtiers des hautes latitudes ayant connu un englacement au Pléistocène mais se retrouvent, avec la déglaciation, à une altitude leur permettant d’avoir été réoccupés par la mer qui a alors laissé des traces de son passage (par exemple : plate-forme d’érosion marine, dépôts marins). Ils peuvent être perchés, étagés ou  bien recouverts d’une couche d’eau (jusqu'à -20 m au Spitzberg occidental). Tous sont adossés à des volumes montagneux imposants. Leur largeur est de 10 km dans les Îles Lofoten et du Spitzberg (Isfjorden), mais peut atteindre 40-50 km dans le Helgeland (au sud des Lofoten). Inclinés vers la mer, leur pente est faible (angle < 1/1000) et leur altitude maximale dépasse rarement 50 m.
Décrit à la fin du XIXe siècle, leur origine est l’objet de débat depuis lors (Reusch, 1894, en Norvège, en fait une forme zonale). Parmi les premières explications, on a évoqué l’action du pied de glace qui fournit, au moment de la fonte, de l’eau susceptible de favoriser la cryoclastie. Le poids de cette banquette pourrait avoir une action de levier qui contribuerait à creuser la base de la falaise (encorbellement ou visor). La météorisation périglaciaire jouerait un rôle capital dans le creusement des plates-formes. D’autres ont privilégié le rôle de la mer (action des vagues, redistribution par la dérive littorale), le strandflat ne serait donc qu’une forme particulière de plate-forme littorale. Et puis, troisième hypothèse, l’action des glaciers continentaux qui débordant sur la façade maritime créent ces surfaces. L’hypothèse glaciaire peut se défendre aux débouchés de fjords mais il semble difficile d’imaginer ces glaces longer le littoral sur plusieurs dizaines de kilomètres et façonner avec une grande régularité ces surfaces. La combinaison de la cryoclastie (plus efficace en présence de sels) et des vagues vont dans le sens d’un façonnement rapide.
Le problème principal reste la durée d’évolution : il est certain que la durée de l’Holocène est insuffisante pour expliquer la largeur de ces surfaces. Aux Îles Lofoten, Jean-Pierre Peulvast a montré que la géométrie d’ensemble des strandflats résultent d’aplanissements fini-tertiaires retouchés au cours du Pléistocène par les glaces et la mer. Le strandflat est donc une forme polygénique.

## Sources
- Guilcher A., Bodéré J.-C., Coudé A., Hansom J.D., Moign A. et Peulvast J.-P. 1986. Le problème des strandflats en cinq pays de hautes latitudes. Rev. Géol. Dyn. Géog. Phys., 27, p. 47-79.
- Bodéré J.-C. 1981. Le rôle des influences structurales sur le tracé d’une côte rocheuse volcanique: l’exemple des strandflats du sud-est de l’Islande. Géog. Phys. Quaternaire, 35 p. 231-240.